# Georg Barlösius

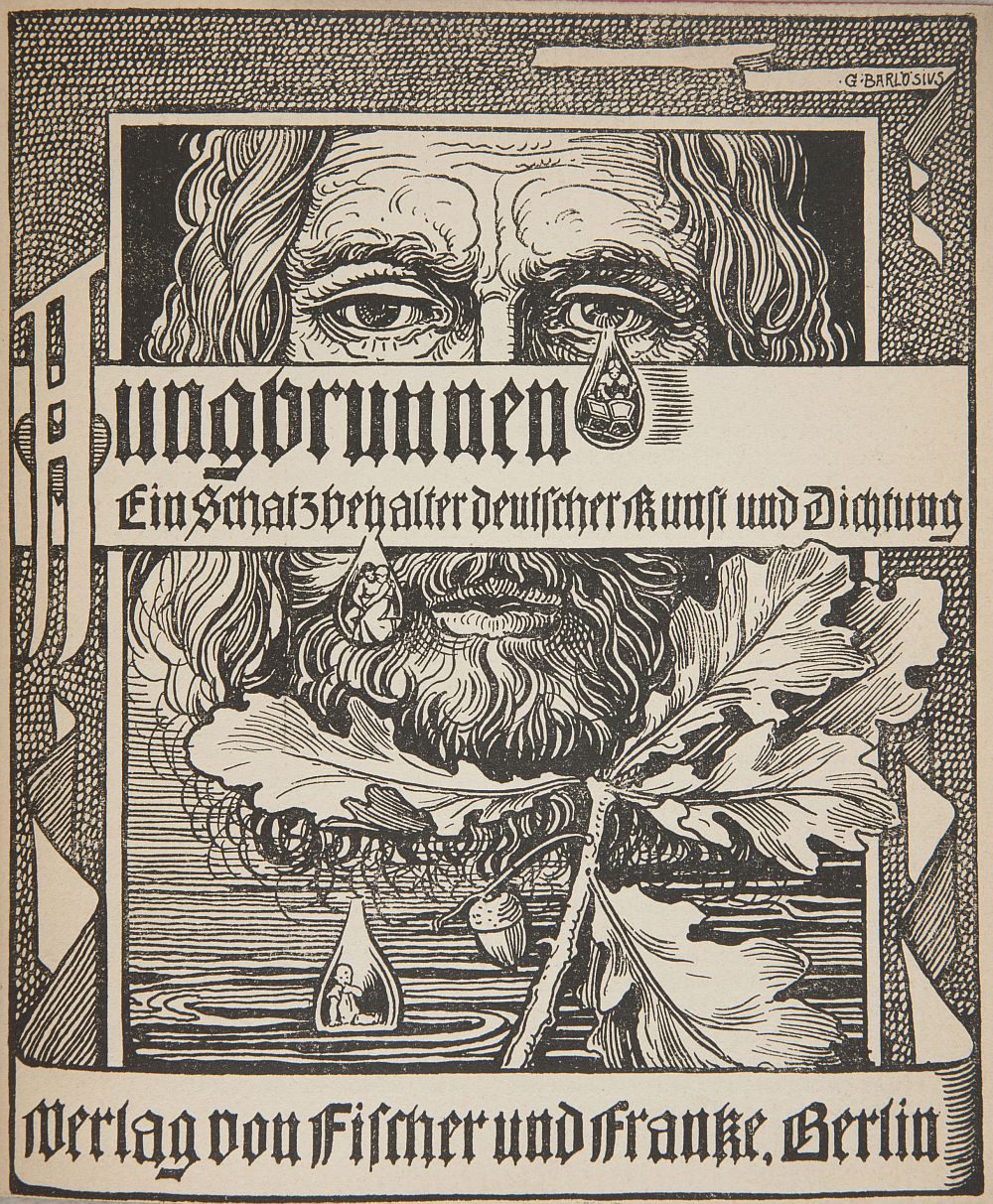
Der Jungbrunnen

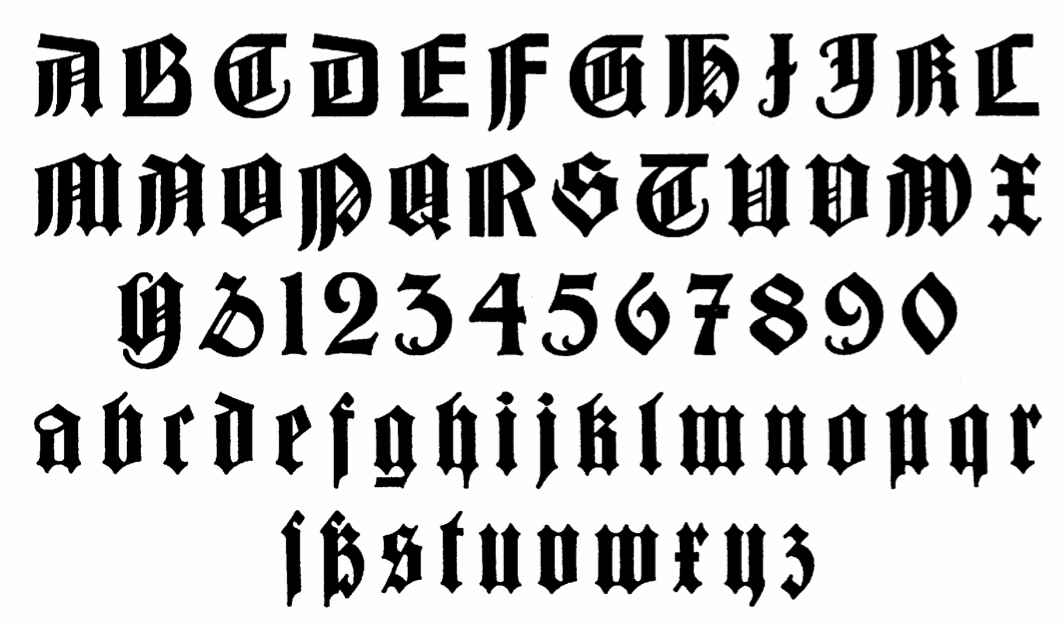
Barlösius-Schrift

Johannes Georg Barlösius (* 8. Juni 1864 in Magdeburg; † 10. Juli 1908 in Charlottenburg) war ein deutscher Illustrator, Grafiker, Typograf, Lithograf und Maler.

## Leben und Werk
Georg Barlösius war der Sohn eines Fabrikbesitzers. Er studierte an der Unterrichtsanstalt des Kunstgewerbemuseums Berlin und ab dem 18. Oktober 1886 an der Münchner Kunstakademie. Er war auch ein Schüler von Otto Knille. Er ließ sich in Charlottenburg nieder.
Er widmete sich hauptsächlich der Buchgrafik und der Typografie. Barlösius schuf die Schriftarten Barlösius Gotisch und  Fette Barlösius Gotisch (1907, Bauersche Gießerei) sowie Barlösius Buchschrift (1906, Bauersche Gießerei). Er gestaltete bzw. illustrierte viele Bücher und entwarf zahlreiche Exlibris.
Daneben schuf er Wandgemälde im Theater des Westens (Charlottenburg) sowie Farbverglasungen in der Dankeskirche (Berlin-Wedding) und im Kaiserin-Augusta-Gymnasium (heute Ludwig-Cauer-Grundschule, Charlottenburg).

## Werke (Auswahl)
- Richard Wagner: Die Meistersinger von Nürnberg. Holbein-Verlag, München 1914.
- Hans Sachs: Schwänke. Holbein-Verlag, München 1914.
- Vom dummen Teufel. Holbein-Verlag, München 1914.
- Till Eulenspiegel’s Streiche aus dem alten Volksbuche ausgewählt und zur Ergötzung von Jung und Alt. Ziemsen, Wittenberg 1913.

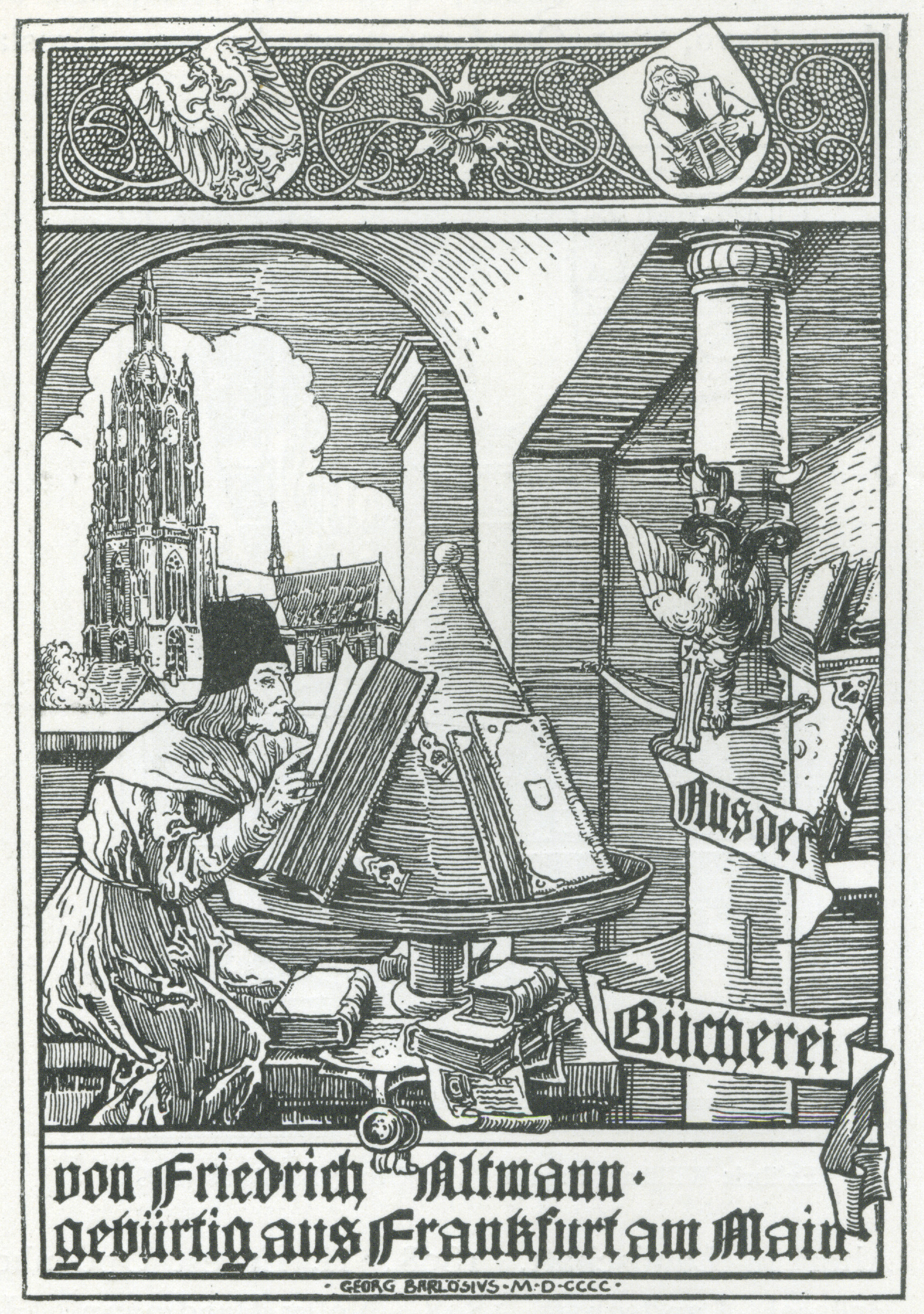
Exlibris für Friedrich Altmann (1900)
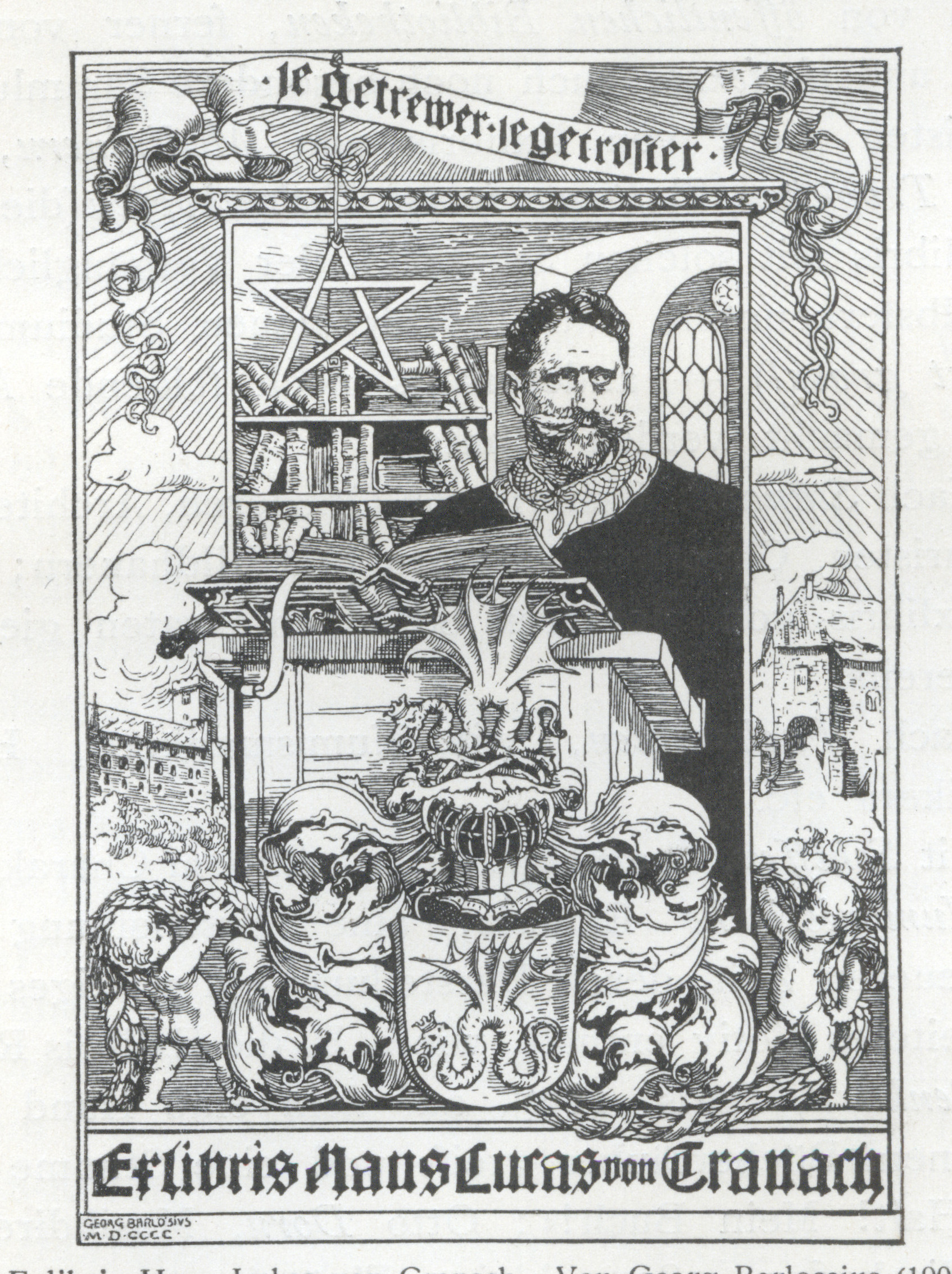
Exlibris für Hans Lucas von Cranach